# Harlequin
Harlequin é uma trilha sonora da cantora e compositora estadunidense Lady Gaga, lançado em 27 de setembro de 2024, pela Interscope Records. É inspirado no filme thriller musical Joker: Folie à Deux (2024), no qual Gaga interpreta a personagem Harley Quinn, da DC Comics.
Gaga afirmou que Harlequin serve como um "álbum acompanhante" para o filme, enquanto algumas publicações se referiram a ele como um álbum de trilha sonora, além da trilha sonora oficial do filme, lançada uma semana depois. Tematicamente, no entanto, críticos descreveram Harlequin como um álbum conceitual sobre Harley Quinn, retratando a supervilã sob a perspectiva de Gaga. O álbum consiste em covers de padrões de jazz americanos apresentados na trilha sonora oficial, além de duas canções originais de Gaga, expandindo sua incursão na música jazz após seus álbuns colaborativos com o cantor Tony Bennett—Cheek to Cheek (2014) e Love for Sale (2021). Gaga caracterizou Harlequin como um álbum de "pop vintage".
Ao ser lançado, Harlequin recebeu críticas predominantemente positivas de críticos de música, que elogiaram a interpretação sincrética de Gaga de Harley Quinn e do Grande Livro de Canções Americanas, mas sentiram que o álbum não representava uma grande ruptura criativa em relação a seus trabalhos com Bennett.
Comercialmente, Harlequin alcançou o Top 10 na Áustria, França, Alemanha, Escócia, Espanha e Suíça, além do Top 20 na Bélgica, Itália, Suécia, Reino Unido e Estados Unidos. O álbum liderou a parada de Álbum de Jazz dos Estados Unidos, marcando o terceiro álbum número um de Gaga nesse ranking.

## Antecedentes e desenvolvimento

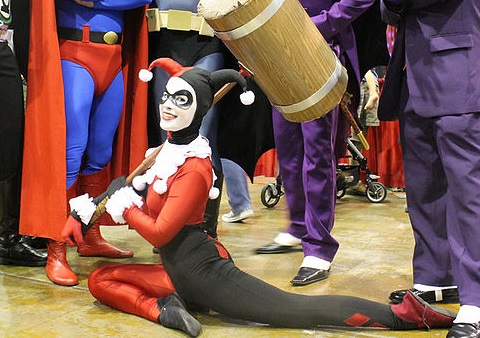
Gaga declarou que sua interpretação para Harley Quinn em Joker: Folie à Deux serviu como inspiração para a criação do álbum.

Após a conclusão da turnê The Chromatica Ball (2022), Gaga afastou-se de suas redes sociais e das atividades promocionais enquanto se concentrava em preparar seu papel como Harleen "Lee" Quinzel (Arlequina) no filme de thriller musical americano Joker: Folie à Deux (2024). Em uma longa publicação em sua conta no Instagram feita em 16 de junho de 2023, Gaga compartilhou que havia passado um tempo sozinha "curando-se" enquanto editava seu filme de concerto Gaga Chromatica Ball (2024), filmava Joker: Folie à Deux e criava música para um "projeto especial". Ao longo do resto do ano e até 2024, ela ocasionalmente promoveu uma música nova nas redes sociais, compartilhando fotos dos estúdios onde estava trabalhando e oferecendo insights sobre o processo.
Na estreia do filme no tapete vermelho em Londres na Inglaterra, em 25 de setembro de 2024, Gaga discutiu a inspiração para o álbum, afirmando: "Quando terminamos o filme, eu não tinha terminado com ela. Porque eu não terminei com ela, eu fiz Harlequin." Ela também a descreveu como "indicativa de uma mulher complexa que quer ser quem ela quiser em qualquer momento dado."
Harlequin é primeiro álbum de standards de jazz de Gaga sem Tony Bennett, após seus álbuns colaborativos, Cheek to Cheek (2014) e Love for Sale (2021). Em uma entrevista à Rolling Stone, ela enfatizou que não foi uma experiência triste, em vez disso, sentiu a presença dele durante todo o processo. Gaga também refletiu sobre suas escolhas artísticas, afirmando: "De uma forma engraçada, se eu tivesse colocado acordes de rock & roll em uma produção em um álbum que fiz com Tony anos atrás, não sei como ele teria se sentido sobre isso. Tony não amava rock & roll. Mas ele teria dito: 'Uau, isso é incrível.' Ele era alguém que amava como eu arriscava e era diferente, e eu sempre achei isso tão legal."

## Composição
De acordo com a Billboard, Harlequin é um álbum conceitual sobre a "caracterização maníaca de Harley Quinn" por Gaga. Em uma entrevista à Associated Press, Gaga afirmou que o álbum inclui músicas do filme, além de composições originais criadas para o filme, e uma faixa inédita feita exclusivamente para o álbum chamada "Happy Mistake". Das treze faixas do álbum, todas são covers, exceto duas faixas originais, "Folie à Deux" e "Happy Mistake". Em uma entrevista para a Entertainment Weekly, a cantora explicou o significado da última música:
| “ | "Interpretar uma garota à beira do limite durante toda a minha carreira foi uma maneira de me separar do meu verdadeiro eu, mas, no fundo, sou eu. Basicamente, essa música diz que, se eu fosse encontrar alegria ou felicidade na minha vida, provavelmente iria parecer um "acidente". Por muito tempo, eu estava em um caminho bastante inútil, porque estava completamente desconectada da realidade. Meus fãs dedicados sabem disso sobre mim, que interpretar uma persona teve um preço, e isso também tem um preço para Lee e seu amor pelo Coringa. Definitivamente, abordo isso neste álbum." | ” |

## Lançamento e promoção
Gaga revelou que o álbum se chamaria  Harlequin e compartilhou a capa pela sua conta no Instagram em 24 de setembro de 2024. Na mesma publicação, ela se referiu ao projeto como um "álbum complementar" ao Joker: Folie à Deux e incluiu um link para pré-encomenda do álbum em CD, vinil e formatos digitais em sua loja online.
No dia seguinte, Gaga usou o Instagram novamente para anunciar uma colaboração com o Museu do Louvre na divulgação do álbum. A publicação apresentava uma prévia de 80 segundos de "The Joker", acompanhada por um visual em que Gaga explora o museu à noite. No final do vídeo, ela usa batom vermelho para desenhar um sorriso inspirado no Coringa sobre a Mona Lisa. O clipe também promove a exposição "Figures du Fou", que foi aberta no Louvre em 16 de outubro de 2024. 
Após a estreia do filme em Londres, Gaga realizou uma audição intimista "secreta" onde seus fãs tiveram a chance de ouvir o álbum da trilha sonora.  Em 1 de outubro de 2024, Gaga apresentou "Happy Mistake" no Jimmy Kimmel Live!. 

## Recepção

### Críticas profissionais
| Críticas profissionais | Críticas profissionais |
| Pontuações agregadas   | Pontuações agregadas   |
| Fonte                  | Avaliação              |
| ---------------------- | ---------------------- |
| AnyDecentMusic?        | 6.6/10                 |
| Metacritic             | 73/100                 |
| Avaliações da crítica  |                        |
| Fonte                  | Avaliação              |
| Allmusic               | [ 17 ]                 |
| Clash                  | 7 / 10                 |
| The Daily Telegraph    | [ 19 ]                 |
| The Guardian           | [ 20 ]                 |
| The Independent        | [ 21 ]                 |
| The Irish Times        | [ 22 ]                 |
| Rolling Stone          | [ 23 ]                 |
| Slant Magazine         | [ 24 ]                 |

No geral, Harlequin recebeu críticas positivas pelos críticos da música. No Metacritic, que atribui uma média ponderada de notas de 0 a 100 para as críticas de críticos convencionais, o álbum recebeu uma pontuação de 73 com base em nove avaliações, indicando "críticas geralmente favoráveis". O agregador AnyDecentMusic? compilou nove críticas e deu ao álbum uma média de 6,6 de 10, com base em sua avaliação de consenso crítico.
Muitos críticos elogiaram o Harlequin como "divertido", de "clima vibrante" e "desinibido". Rob Sheffield, da Rolling Stone, Dakota West Foss, do Sputnikmusic, Tony Clayton-Lea, do The Irish Times, e Mary Siroky, da Consequence, elogiaram o estilo musical do álbum, a ousadia e a interpretação apaixonada de Gaga dos standards de jazz. Robin Murray, do Clash, descreveu Harlequin como "único, divertido e exagerado", e chamou Gaga de "artista 360 para a era moderna". Sal Cinquemani, da Slant Magazine, e Melissa Ruggieri, do USA Today, consideraram Harlequin um álbum que demonstra a habilidade vocal de Gaga. Neil Z. Yeung of AllMusic labelled it a fresh, "no-skips effort" in Gaga's discography. Neil Z. Yeung, do AllMusic, classificou-o como um esforço fresco, "sem faixas descartáveis" na discografia de Gaga.
Algumas críticas foram mistas. Neil McCormick, do The Daily Telegraph, e Ludovic Hunter-Tilney, do Financial Times, sentiram que Harlequin é "mais do mesmo" de Cheek to Cheek e Love for Sale, mas opinaram que Gaga adiciona sua própria personalidade aos standards de jazz. Michael Cragg, do The Guardian, considerou Harlequin um produto da residência de concertos Jazz & Piano de Gaga, enquanto canalizava os diferentes humores de Harley Quinn, mas o considerou um prelúdio em vez de um álbum plenamente concebido. Helen Brown, do The Independent, opinou que o álbum não captura a loucura de Harley Quinn tanto quanto um álbum inspirado pela personagem deveria. Thomas Green, do The Arts Desk, escolheu as versões de "Smile", "Close to You" e "Oh, When the Saints" como "trechos descartáveis". Sheffield considerou as canções originais de Gaga como os momentos mais fortes do álbum.

## Alinhamento de faixas
| Versão padrão  |                                  |                                                                      |                                           |         |  |
| N.º            | Título                           | Compositor(es)                                                       | Produtor(es)                              | Duração |  |
| 1.             | "Good Morning"                   | Nacio Herb Brown, Arthur Freed, Stefani Germanotta, Michael Polansky | Lady Gaga, Benjamin Rice                  | 2:47    |  |
| 2.             | "Get Happy (2024)"               | Harold Arlen, Ted Koehler, Germanotta, Polansky                      | Lady Gaga, Benjamin Rice                  | 3:12    |  |
| 3.             | "Oh, When The Saints"            | Traditional, Germanotta, Polansky                                    | Lady Gaga, Benjamin Rice                  | 3:43    |  |
| 4.             | "World On A String"              | Arlen, Koehler                                                       | Lady Gaga, Benjamin Rice                  | 2:37    |  |
| 5.             | "If My Friends Cuold See Me Now" | Cy Coleman, Dorothy Fields, Germanotta, Polansky                     | Lady Gaga, Benjamin Rice                  | 2:44    |  |
| 6.             | "That's Entertainment"           | Arthur Schwartz                                                      | Lady Gaga, Benjamin Rice                  | 4:10    |  |
| 7.             | "Smile"                          | Charlie Chaplin, John Turner, Geoffrey Parsons                       | Lady Gaga, Benjamin Rice                  | 3:42    |  |
| 8.             | "The Joker"                      | Leslie Bricusse, Anthony Newley                                      | Lady Gaga, Benjamin Rice                  | 2:52    |  |
| 9.             | "Folie à Deux"                   | Germanotta                                                           | Lady Gaga, Benjamin Rice                  | 3:00    |  |
| 10.            | "Gonna Build A Mountain"         | Bricusse, Newley                                                     | Lady Gaga, Benjamin Rice                  | 2:52    |  |
| 11.            | "Close to You"                   | Burt Bacharach, Hal David                                            | Lady Gaga, Benjamin Rice                  | 2:44    |  |
| 12.            | "Happy Mistake"                  | Germanotta, Michael Tucker                                           | Lady Gaga, BloodPop, Benjamin Rice        | 4:08    |  |
| 13.            | "That's Life"                    | Dean Kay, Kelly Gordon                                               | Lady Gaga[p], David Campbell, Jason Ruder | 3:04    |  |
| Duração total: | Duração total:                   | Duração total:                                                       | Duração total:                            | 41:27   |  |

Nota
- ↑[p]  indica um produtor principal e vocal.

## Equipe e colaboradores
Todo o processo de elaboração do álbum atribuem os seguintes créditos pessoais:
| Músicos - Lady Gaga – vocais - Tim Stewart – guitarra (faixas 1–8, 10–12) - Steve Kortyka – saxofone (faixas 1–7, 9, 10), vocais de fundo (1); maestro, piano (2, 11) - Daniel Foose – baixo elétrico (faixas 1–5, 7–12), vocais de fundo (1), contrabaixo (6) - Alex Smith – piano (faixas 1, 5, 6, 9), vocais de fundo (1), órgão (2–5, 10–13), Wurlitzer (4, 5) - Donald Barrett – bateria (faixas 1–3, 5–7, 9–11, 13), vocais de fundo (1) - Brian Newman – trompete (faixas 1–3, 5–7, 9–11, 13), vocais de fundo (1) - Ashley Wigginton – vocais adicionais (faixa 1) - Seth Fetzer – vocais adicionais (faixa 1) - Tim Brooks – vocais adicionais (faixa 1) - Tyler Wigginton – vocais adicionais (faixa 1) - Adrienne Woods – violoncelo (faixas 2, 6, 9, 11) - Moonlight Tran – violoncelo (faixas 2, 6, 9, 11) - Adam Schroeder – saxofone (faixas 2, 6, 11), clarinete baixo (9) - Erick Tewalt – saxofone (faixas 2, 6, 11), clarinete (9) - Rick Keller – saxofone (faixas 2, 6, 11), clarinete (9) - Rob Mader – saxofone (faixas 2, 6, 9, 11) - Curt Miller – trombone (faixas 2, 6, 9, 11) - Isrea Butler – trombone (faixas 2, 6, 9, 11) - Kirby Galbraith – trombone (faixas 2, 6, 9, 11) - Dan Falcone – trompete (faixas 2, 6, 9, 11) - Gil Kaupp – trompete (faixas 2, 6, 9, 11) - Jason Levi – trompete (faixas 2, 6, 9, 11) - John Pollock – viola (faixas 2, 6, 9, 11) - Tianna Heppner – viola (faixas 2, 6, 9, 11) - Lauren Cordell – violino (faixas 2, 6, 9, 11) - Mark Cargill – violino (faixas 2, 6, 9, 11) - Naoko Taniguchi – violino (faixas 2, 6, 9, 11) - Nicole Garcia – violino (faixas 2, 6, 9, 11) - Rahmaan Phillip – violino (faixas 2, 6, 9, 11) - Rebecca Sabine – violino (faixas 2, 6, 9, 11) - Shigeru Logan – violino (faixas 2, 6, 9, 11) - Nathan Tanouye – trombone (faixas 2, 9, 11) - Bethany Mennemeyer – violino (faixas 2, 9, 11) - Jacob Scesney – saxofone (faixas 2, 11) - Tom DeLibero – trompete (faixas 2, 11) - Benjamin Rice – bateria (faixas 4, 5, 8), percussão (4, 10, 12), guitarra (12) - Sal Lozano – saxofone (faixas 6, 13), flauta (9) - Rashawn Ross – trompete (faixas 6, 9) - Michael Bearden – maestro, piano (faixa 6) - David Phillippus – trombone (faixa 6) - Juliette Jones – violino (faixa 6) - Brandon Lamonte Hawkins – vocais adicionais (faixa 9) - Chanel White – vocais adicionais (faixa 9) - Christopher Williams – vocais adicionais (faixa 9) - Ciara Green – vocais adicionais (faixa 9) - Darius Wright – vocais adicionais (faixa 9) - Elyse Branch Clardy – vocais adicionais (faixa 9) - Jadah Cheri Ellis – vocais adicionais (faixa 9) - Jon Morgan – vocais adicionais (faixa 9) - LaToya Walker – vocais adicionais (faixa 9) - Leslie Stackhouse – vocais adicionais (faixa 9) - Shyra Adamson – vocais adicionais (faixa 9) - Skye Dee Miles – vocais adicionais (faixa 9) | - Torin Derek – vocais adicionais (faixa 9) - Giovanna Clayton – violoncelo (faixa 13) - Jacob Braun – violoncelo (faixa 13) - David Campbell – maestro, piano (faixa 13) - Michael Valerio – flauta de contrabaixo (faixa 13) - Brian Scanlon – saxofone (faixa 13) - Dan Higgins – saxofone (faixa 13) - James Mason – saxofone (faixa 13) - Rusty Higgins – saxofone (faixa 13) - Alex Iles – trombone (faixa 13) - Andrew Martin – trombone (faixa 13) - Craig Gosnell – trombone (faixa 13) - Ryan Dragon – trombone (faixa 13) - Dan Fornero – trompete (faixa 13) - Jamie Hovorka – trompete (faixa 13) - Rob Schaer – trompete (faixa 13) - Wayne Bergeron – trompete (faixa 13) - Matt Funes – viola (faixa 13) - Zach Dellinger – viola (faixa 13) - Ana Landaurer – violino (faixa 13) - Ben Jacobson – violino (faixa 13) - Charlie Bisharat – violino (faixa 13) - Eun-Mee Ahn – violino (faixa 13) - Kerenza Peacock – violino (faixa 13) - Maya Magub – violino (faixa 13) - Phillip Levy – violino (faixa 13) - Songa Lee – violino (faixa 13) - Tereza Stanislav – violino (faixa 13) - Ashley Levin – vocais (faixa 13) - Meloney Collins – vocais (faixa 13) - Sara Mann – vocais (faixa 13) Técnico - Emily Lazar – masterização - Serban Ghenea – mixagem - Benjamin Rice – engenharia de áudio (faixas 1–12), arranjo (3, 5, 7, 8, 10–12) - David Boucher – engenharia (faixas 1, 5–7, 11) - Kevin Harp – engenharia (faixas 2–5, 7–12) - Noah Hubbell – engenharia (faixa 13) - Kaleb Rollins – mixagem vocal (faixa 13) - Paul Lamalfa – engenharia vocal (faixa 13) - Joe Dougherty – engenharia adicional - Bryce Bordone – assistência de mixagem - Daniel "Chief" Van Billiard – assistência de engenharia - Patrick Hundley – assistência de engenharia - Bella Corich – assistência de engenharia (faixas 1, 5, 7, 11) - Miguel Lara – assistência de engenharia (faixas 1, 5, 7, 11) - Josh Connolly – assistência de engenharia (faixa 6) - Alex Smith – arranjo (faixas 1, 3–7, 9–12) - Steve Kortyka – arranjo (faixas 2, 3, 5, 7, 10, 11) - Lady Gaga – arranjo (faixas 3–5, 7, 8, 10–12) - Daniel Foose – arranjo (faixas 3–5, 7, 8, 10–12) - Michael Polansky – arranjo (faixas 3–5, 7, 8, 10, 11) - Tim Stewart – arranjo (faixas 3–5, 7, 8, 10–12) - Donald Barrett – arranjo (faixas 3, 5, 7, 10) - Brian Newman – arranjo (faixas 3, 5, 7, 10) - Danny Jonokuchi – arranjo (faixa 6) - David Campbell – arranjo (faixa 13) |

## Desempenho comercial
Harlequin estreou na posição 20 da parada Billboard 200 dos EUA na edição da semana de 12 de outubro de 2024, com 25.000 cópias vendidas em sua primeira semana, tornando-se a menor estreia de Gaga na parada para um álbum completo. O álbum estreou no topo das paradas Billboard Jazz Albums e Traditional Jazz Albums, tornando-se seu terceiro número um em ambas as listas. Harlequin teve a maior estreia da semana para qualquer álbum de jazz desde o próprio Love for Sale de Gaga, que abriu com 41.000 unidades.

### Posições
| Tabela musical (2024)                              | Melhor posição |
| -------------------------------------------------- | -------------- |
| Austrália (ARIA)                                   | 40             |
| Áustria (Ö3 Austria)                               | 8              |
| Bélgica (Ultratop de Flandres)                     | 65             |
| Bélgica (Ultratop de Valônia)                      | 20             |
| Canadá (Canadian Albums Chart)                     | 66             |
| Países Baixos (MegaCharts)                         | 71             |
| Finlândia (Suomen virallinen lista)                | 43             |
| França (SNEP)                                      | 10             |
| Alemanha (Offizielle Top 100)                      | 9              |
| Grécia (IFPI Grécia)                               | 41             |
| Hungria (MAHASZ)                                   | 10             |
| Irlanda (IRMA)                                     | 55             |
| Itália (FIMI)                                      | 12             |
| Japão (Billboard Japan)                            | 34             |
| Japão (Oricon)                                     | 37             |
| Lituânia (AGATA)                                   | 69             |
| Nova Zelândia (RMNZ)                               | 28             |
| Polónia (ZPAV)                                     | 13             |
| Portugal (Associação Fonográfica Portuguesa)       | 44             |
| Escócia (Scottish Albums Chart)                    | 4              |
| Espanha (Productores de Música de España)          | 5              |
| Suécia (Sverigetopplistan)                         | 17             |
| Suíça (Schweizer Hitparade)                        | 4              |
| Reino Unido (UK Albums Chart)                      | 11             |
| Reino Unido (UK Albums Chart: Jazz & Blues Albums) | 1              |
| Estados Unidos (Billboard 200)                     | 20             |
| Estados Unidos (Billboard 200: Top Jazz Albums)    | 1              |

## Histórico de lançamento
| Região | Lançamento             | Formato (s)                         | Gravadora (s) | Ref.          |
| ------ | ---------------------- | ----------------------------------- | ------------- | ------------- |
| Mundo  | 27 de setembro de 2024 | Digital download streaming vinil CD | Interscope    | [ 37 ] [ 38 ] |